# Ricardo García Lozano
Ricardo García Lozano (Villanueva de la Serena, 1946), es un escultor español.

## Biografía

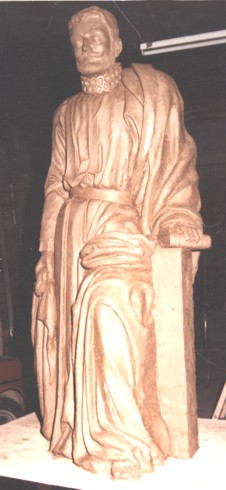
Escultura del Brocense realizada por Ricardo García Lozano.

Nació en el año 1946, en la citada localidad de Villanueva de la Serena. Tardíamente, a mediados de la década de los años 1970, inicia su carrera profesional, aunque desde siempre, había sentido inclinación por la escultura. Su primera obra pública fue el Monumento al escritor Villanovense, Felipe Trigo; el mismo año en que se convoca el primer Premio Literario que lleva el nombre del escritor.
Con posterioridad hizo monumentos a personajes de Extremadura, o bien relacionado con ella de una forma directa, como Mario Roso de Luna, Catalina Clara Ramírez de Guzmán, Francisco Sánchez de las Brozas, Calderón de la Barca. Ricardo García Lozano es autor, en la ciudad de Don Benito, de varias obras tales como el Monumento a la Constitución, el Monumento al Emigrante, el Busto de Enrique Tierno Galván. Más tarde en esta misma ciudad realizó el Monumento a la Virgen de las Cruces. 
Ganó el concurso de Ideas para realización del Monumento al “Cura Jesús” de Almendralejo. La ciudad de Badajoz encomienda al escultor Ricardo García Lozano, la realización de una escultura que simbolizase la Ciudad acogiendo a los visitantes y así nació la escultura “Ciudad de Badajoz”, que consta de una figura femenina con los brazos abiertos y de 5 metros de altura, sobre pedestal de sección triangular de hierro tratado al óxido, de siete metros y medio de altura y que irá instalada en la Avenida de Elvas.

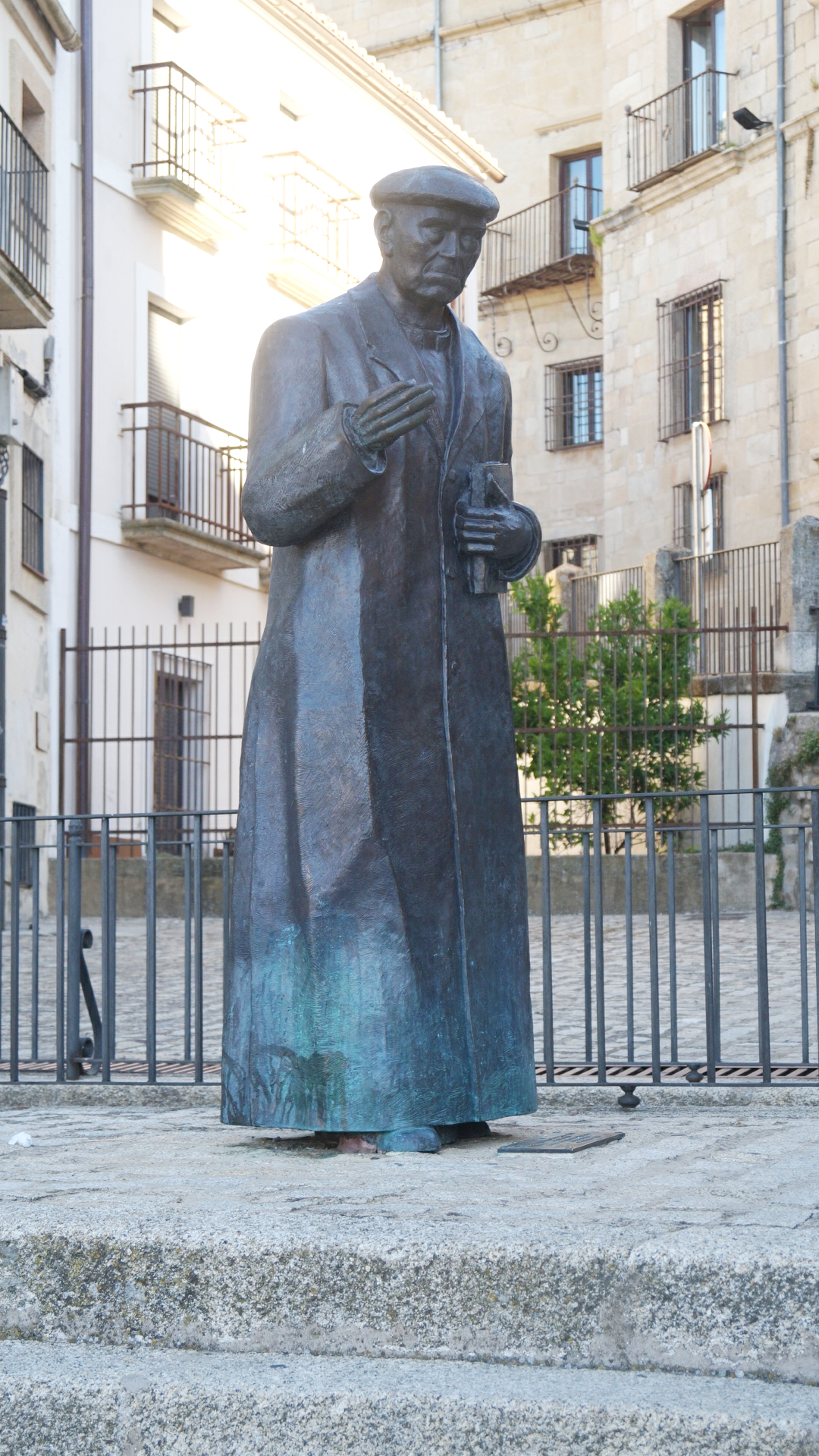
Ramón Núñez Martín, sacerdote, hijo adoptivo de Trujillo (1913-2006)

En Villafranca de los Barros se erigió una escultura conmemorativa de la Constitución Española de 1978 y en la actualidad trabaja en una estatua de Santa Ángela de la Cruz para esta misma población. Conviene señalar que en obras de pequeño formato, Ricardo García Lozano, es autor, en otras muchas, de obras tan señaladas como los “Premios de la Semana de la Radio en Extremadura”, así como de la escultura “Nuevo Encuentro” que se entregó a todos los Presidentes Constitucionales Iberoamericanos, obra esta que está repartida por todo el continente americano. Ricardo García Lozano, para la Ciudad de Zafra y en su Recinto Ferial realizó la escultura “La oveja merina”, con motivo del Congreso Internacional del Merino que se celebró en dicha Ciudad. Copias de dicha escultura, en pequeño formato, están en lugares tan distantes como Nueva Zelanda. 
Otra obra importante de Ricardo García Lozano es el monumento al Brocense, que se erigió en Brozas (Cáceres) al insigne humanista y cuya reproducción fotográfica, ha servido de ilustración para un libro de texto de Educación Secundaria.
En 2012, la ciudad de Trujillo le dedicó una escultura al que fuera su párroco durante muchos años, Ramón Núñez Martín, nombrado hijo adoptivo de la ciudad.